# Ninie Rézergoude
Ninie Rézergoude est une série de bande dessinée française de science-fiction écrite par Éric Omond, dessinée par Yoann et colorisée par Hubert.

## Albums
- Delcourt, coll. « Neopolis » :

1. Mangeurs d'âmes (1999)[1]
2. Confessions post-mortem (2000)